# Stanley Anderson
Pour les articles homonymes, voir Stanley Anderson (homonymie) et Anderson.
Stanley Anderson est un acteur américain,
né le 23 octobre 1939 à Billings (Montana, États-Unis) et mort le 24 juin 2018 à Santa Rosa.

## Filmographie

### Cinéma
- 1986 : L'Image mortel (The Imagemaker) de Hal Weiner : Tony LaCorte (voix)
- 1991 : Elle et lui (He Said, She Said) de Ken Kwapis et Marisa Silver : Bill Weller
- 1991 : Trahie (Deceived) de Damian Harris : Detective Kinsella
- 1993 : RoboCop 3 de Fred Dekker : Zack
- 1993 : L'Affaire Pélican (The Pelican Brief) d'Alan J. Pakula : Edwin Sneller
- 1995 : Canadian Bacon de Michael Moore : Edwin S. Simon, Présentateur NBS
- 1996 : City Hall d'Harold Becker : Conducteur de train
- 1996 : Peur primale (Primal Fear) de Gregory Hoblit : Archidiacre Richard Rushman
- 1996 : Rock (The Rock) de Michael Bay : Président des États-Unis
- 1997 : Haute trahison (Shadow Conspiracy) de George Pan Cosmatos : Procureur général Toyanbee
- 1998 : Armageddon de Michael Bay : Président des États-Unis
- 1999 : Arlington Road de Mark Pellington : Dr Archer Scobee
- 2000 : Le Fantôme de Sarah Williams (Waking the Dead) de Keith Gordon : Le père de Fielding
- 2000 : Sale Môme (The Kid) de Jon Turteltaub : Bob Riley
- 2000 : L'Échange (Proof of Life) de Taylor Hackford : Jerry
- 2002 : 40 jours et 40 nuits (40 Days and 40 Nights) de Michael Lehmann : Pater Maher
- 2002 : Spider-Man de Sam Raimi : Général Slocum
- 2002 : Simone (S1m0ne) d'Andrew Niccol : Frank Brand
- 2002 : Dragon rouge (Red Dragon) de Brett Ratner : Jimmy Price
- 2003 : La blonde contre-attaque (Legally Blonde 2: Red, White & Blonde) de Charles Herman-Wurmfeld : Michael Blaine
- 2003 : Le Maître du jeu (Runaway Jury) de Gary Fleder : Henry Jankle
- 2004 : Time Well Spent de Tom Chilcoat : Vieil homme
- 2004 : The Last Shot : Howard Schatz / Ben Cartwright

### Télévision
- 1991 : Son of the Morning Star (en) (TV) : Ulysses S. Grant
- 1992 : The Secret (en) (TV) : Pete (Voter)
- 1993 : Dead Before Dawn (TV) : Ike
- 1994 : Murder Between Friends (TV)
- 1994 : Le Baiser du papillon (Reunion) (TV)
- 1996 : Esprits rebelles (en) (Dangerous Minds) (série TV) : Bud Bartkus
- 1997 : Shining (The Shining) (feuilleton TV) : Delbert Grady
- 1998 : The Lake (en) (TV) : Steve Ivers
- 2000 : Cabale médiatique (en) (An American Daughter) (TV) : Sénateur Alan Hughes
- 2000 : Les Ombres du passé (Yesterday's Children) (TV) : Dr Christopher Garrison